# ハイフォン事件
ハイフォン事件（ハイフォンじけん、 英: Haiphong Incident、Haiphong Massacre、ベトナム語：Trận Hải Phòng / 陣海防）は、1946年11月23日にフランス領インドシナ北部の港湾都市のハイフォン（ベトナム語: Hải Phòng, 漢字: 海防市）をフランス海軍の複数の通報艦が砲撃して約6000人の市民が殺害された事件である。ハイフォン虐殺やハイフォン砲撃としても知られるこの事件は1946年12月19日から始まるハノイの戦い、ひいては第一次インドシナ戦争の発端となった武力衝突と言われている。

## 概要

### 事件の背景
1945年3月9日から始まった明号作戦の結果、フランスによる植民地支配は終了し、バオ・ダイを皇帝とするベトナム帝国が独立した。
しかし、これに反発したホー・チ・ミンは同年5月、ヴォー・グエン・ザップ (武元甲) 将軍を司令官とするベトミンを組織すると1945年8月15日の日本降伏と共にベトミンは一斉蜂起し、バオダイを退位させてベトナム帝国を打倒した。そして、9月2日には日本の降伏(ポツダム宣言調印)と同時にベトナム民主共和国の独立宣言が出された。
その後も 英印軍とフランス軍によるタスクフォースおよび現地に残留していた旧日本陸軍南方軍所属将兵は、インドシナ半島の支配を巡って共産主義勢力のベトミンと対峙すると各地で小競り合いが勃発した (マスタードム作戦)。1946年3月6日、フランス政府はベトナム民主共和国を「フランス連合」の一員として認める合意 (仏越協定) に達し、同年4月13日に軍令及び軍事に関する協定がハノイで行われた。この協定によりフィリップ・ルクレール将軍指揮下のフランス軍部隊がインドシナに戻り、6月からフォンテヌブローで行われた独立交渉が決裂すると軍事的緊張は高まった。

### 事件発生

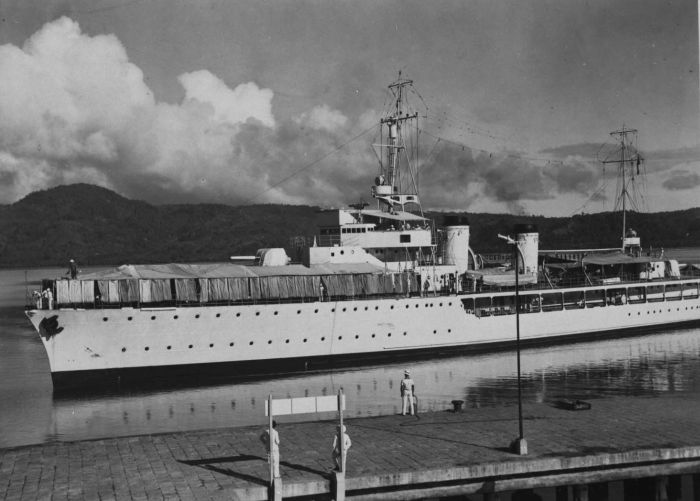
オランダ領東インドに停泊するデュモン・デュルヴィル

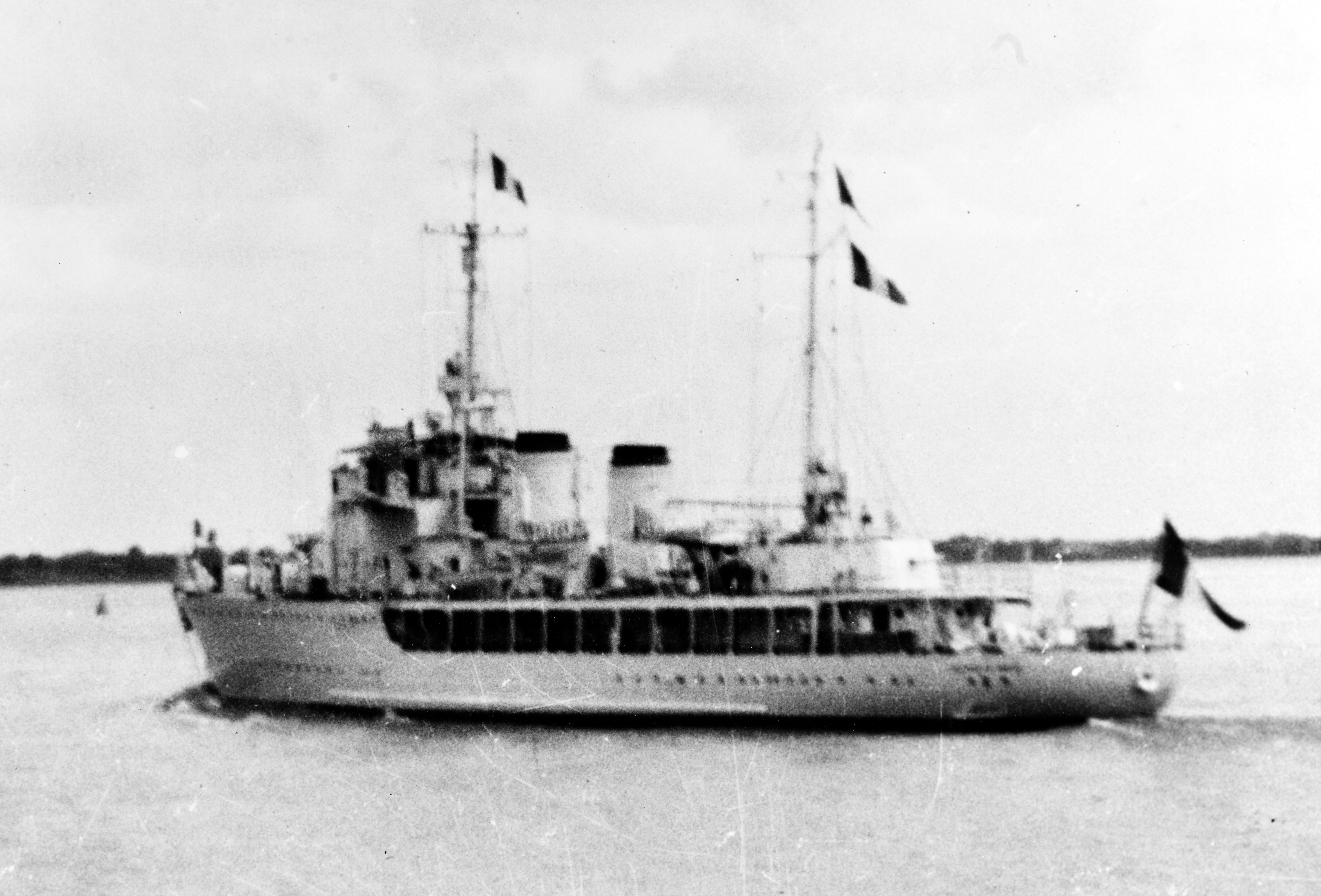
1937年のサヴォルニアン・ド・ブラザ

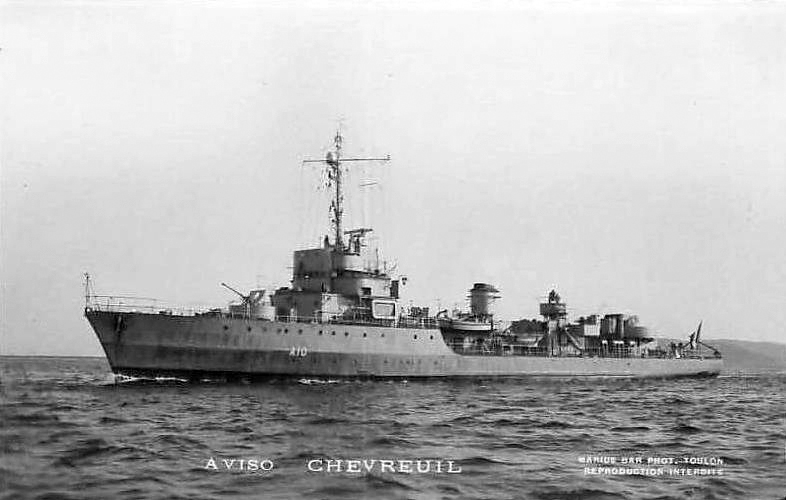
シュヴルイユ

1946年11月20日の朝、フランスのパトロール艇がハイフォンに禁制品のガソリンを持ち込もうとしたジャンクを拿捕した。報復としてベトミンは停泊するフランス軍艦を放火し、23人のフランス兵が死亡した。その後も戦闘は続き、葬式に参加していた部隊がベトミンに襲撃されて6人の兵士が死亡するなど被害が出た。インドシナ総督は事態を収拾するため、11月22日にはハイフォンにおけるベトナムの主権を認めることで合意した。
しかし、20日に発生した小競り合いを任地から遠く離れたパリで聞いた極東海軍司令官のジョルジュ・ティエリ・ダルジャンリュー海軍大将はインドシナのフランス陸軍を指揮するジャン＝エティエンヌ・ヴァルイ（Jean Étienne Valluy）将軍に外電を送り、ハイフォンのベトミン勢力に対する武力行使を命じた。ヴァルイ将軍はハイフォンのフランス軍を指揮するピエール・デブス（Pierre-Louis Debès）大佐に「我々はベトナム正規軍による緻密に計画された攻撃に直面していることは明らかであり、卑怯にもわが軍を攻撃してきた彼らに厳格に見せしめる時が来た。いかなる手段を用いても敵を完膚なきまでに撃破せよ」と述べてベトミンへの攻撃を命じた。
デブス大佐はベトナム人にハイフォン港湾区域のフランス人居住区や華僑居住区からの2時間以内の退去を命ずる最後通牒を発した。フランスは中華民国と1946年2月28日に締結した雲南協定に従ってそれぞれの居住区を分割していた。デブス本人は協定についてはインドシナにおけるフランスの権益を中国に渡すものであり、管轄権を巡る紛争の火種になるとして反対していたが、最後通牒を発する正当性の根拠として用いた。
11月23日にフランス軍はベトナム人の退去が完了しないうちに3隻の通報艦,シュヴルイユ , サヴォルニアン・ド・ブラザ, デュモン・デュルヴィルを用いてベトナム人居住区を砲撃した。この砲撃に重巡洋艦シュフランが参加していたかについては議論が分かれている。
デブス大佐が指揮する部隊は航空機による近接航空支援を受けながら市街戦を展開、11月28日までには港湾区域を完全に制圧した。
23日の砲撃から28日の制圧までの事件におけるベトナム人の犠牲者数に関する報告は少ないものでは100人以下、多いものでは2万人と大きな隔たりがある。今日ではフランス人社会学者のポール・マス（Paul Mus）の調査による6000人の値が最も実情に近いと言われている。一方、フランス軍は11月20日から23日にかけてハイフォンで20人から29人の兵士が戦死した。

### 事件後
砲撃から2週間も経たないうちにパリから「ベトナム人に見せしめろ」と圧力を受けたフランス軍のルイ・モリエール（Louis-Constant Morlière）将軍はハイフォン市からのベトナム人の完全な退去を命じた。12月初頭にはハイフォン市全域はフランス軍の占領下になった。ベトミンはフランスの強硬な態度を植民地統治の維持が目的と認識し、ベトナム南部を分離独立させるフランスの動きに対抗するためにはハノイへの攻勢が不可欠だと考えた。
12月2日にフランス側代表のジャン・セインテニー（Jean Sainteny）は停戦合意を目的にハノイを訪れたが、 フランス側はフランス軍によるハイフォンの占領を譲らなかったので交渉は不成功に終わった。12月16日に首相に選出された社会主義者のレオン・ブルムはベトナムの独立に寛容な姿勢を示したが、その頃にはフランスとベトナムの武力衝突は各地に広がっており手遅れだった。

### 戦争の発端
ホー・チ・ミンは12月12日に「フランスもベトナムも凄惨な戦争をする余裕はない」と述べて和平を望む声明を発したが、戦争は不可避だと確信していたヴォー・グエン・ザップはフランス軍によるハイフォンの占領はハノイに対する攻撃を視野に入れたものと認識して、ハノイの防衛を強化させたようにベトミン内部の考えも完全には統一されていなかった。ベトナムのメディアはハノイの新聞が12月10日にフランスとの戦争に向けて団結して備えるように訴え、それに応えるようにハノイでは通りにバリケードが築かれ、フランス外人部隊との小競り合いが頻発した。12月初頭にはハイフォン市全域はフランス軍の占領下になった。
12月19日にモリエール将軍は最後通牒としてハノイのベトミンの武装解除を要求した。同日の夜にハノイの街はベトミンによる郊外の発電所への急襲によって停電が引き起こされた。民兵を中心とするべトミンは機関銃、重砲、迫撃砲を用いてフランス軍を攻撃した。両軍の兵士と民間人合わせて1000人以上が命を落とした。フランス軍はハノイに数日間に及ぶ猛攻を加えてベトミンとベトナム民主共和国政府をハノイから追い出した。ハノイを脱出したホー・チ・ミンはハノイ北部にある山間部へ逃れた。ハノイにおけるベトミンの蜂起はやがて第一次インドシナ戦争としてフランスとの全面戦争にエスカレートしていった。